# عشق حقیر (فیلم)
عشق حقیر (به انگلیسی: Love Stinks) فیلمی محصول سال ۱۹۹۹ و به کارگردانی جف فرانکلین است. در این فیلم بازیگرانی همچون فرنچ استوارت، بریجت ویلسون، تایرا بنکس، استیو هیتنر، بیل بلامی، ایوانا میلیچویچ، وارن لیتلفیلد، شانا موکلر، کالین کمپ، جان اوهارلی، لوئیس آوالوس، دیل رائول، کوین فارلی و اریکا النیاک ایفای نقش کرده‌اند.